# Whatever It Takes (singel Imagine Dragons)
„Whatever It Takes” – singel amerykańskiego zespołu Imagine Dragons. Utwór został wydany 8 maja 2017 roku jako trzeci singel promujący album grupy pt. Evolve. Twórcami tekstu piosenki są Daniel Platzman, Ben McKee, Wayne Sermon, Dan Reynolds oraz Joel Little, który odpowiada również za jego produkcję.
Nagranie w Polsce uzyskało status czterokrotnie platynowej płyty.

## Teledysk
Teledysk został wyreżyserowany przez Matta Eastina, z którym zespół współpracował wcześniej przy kręceniu teledysku do singla „On Top of the World”. Obraz został nakręcony w rodzinnym mieście muzyków Los Angeles, w Bellagio Resort & Casino na scenie "O" Cirque du Soleil i przedstawia występ pochodzący z tego show. Oficjalna premiera obrazu odbyła się 12 października 2017 roku.

## Notowania
| Lista przebojów (2017)                 | Najwyższa pozycja |
| -------------------------------------- | ----------------- |
| Australia (Top 50 Singles)             | 34                |
| Austria (Ö3 Austria Top 40)            | 8                 |
| Belgia (Ultratop 50 Singles, Flandria) | 9                 |
| Czechy (Singles Digitál Top 100)       | 7                 |
| Francja (Top Singles & Titres)         | 13                |
| Holandia (Single Top 100)              | 40                |
| Irlandia (Singles Chart)               | 86                |
| Kanada (Billboard Canadian Hot 100)    | 26                |
| Niemcy (Media Control Charts)          | 7                 |
| Nowa Zelandia (Recorded Music NZ)      | 5                 |
| Portugalia (AFP)                       | 48                |
| Słowacja (Singles Digitál Top 100)     | 21                |
| Stany Zjednoczone (Hot 100)            | 12                |
| Szwajcaria (Singles Top 100)           | 6                 |
| Szwecja (Sverigetopplistan)            | 85                |
| Węgry (Single (track) Top 40 lista)    | 7                 |
| Wielka Brytania (UK Singles Chart)     | 93                |
| Włochy (FIMI)                          | 9                 |